# Ardeola ralloides
La sgarza ciuffetto (Ardeola ralloides Scopoli, 1769) è un uccello della famiglia degli Ardeidi, diffuso in Eurasia e Africa.

## Descrizione
Airone di medie dimensioni dal collo corto (come il guardabuoi) ha il piumaggio di color cuoio, che contrasta con il bianco di ali e coda. Il becco nel periodo riproduttivo diventa azzurro. L'adulto ha un ciuffo nucale molto evidente. Nei giovani domina il colore marrone screziato e il becco è giallastro. Le zampe sono rosa nel periodo riproduttivo, gialle al di fuori di questa stagione.

## Distribuzione e habitat
La specie ha un areale molto ampio che comprende Europa, Africa e Asia. In Italia, è presente (benché poco diffuso) in Pianura Padana soprattutto lungo i fiumi e nella zona della Lombardia e del Piemonte dove è dominante la risaia e nella zona del delta del Po, delle valli di Comacchio e delle valli presso Molinella.
È sicuramente una specie di airone coloniale piuttosto rara. Nel censimento del 1981 la popolazione italiana era stimata in 300 coppie.

## Biologia
Gregario, nidifica in colonia denominata garzaia insieme ad altre specie di ardeidi. Il nido è costruito prevalentemente su arbusti di salice, ontano nero o altri alberi bassi. Si nutre di pesci, rane, girini e invertebrati. Caccia sia da fermo su posatoio rialzato, sia camminando lentamente in acque basse. È specie migratrice.

## Galleria d'immagini

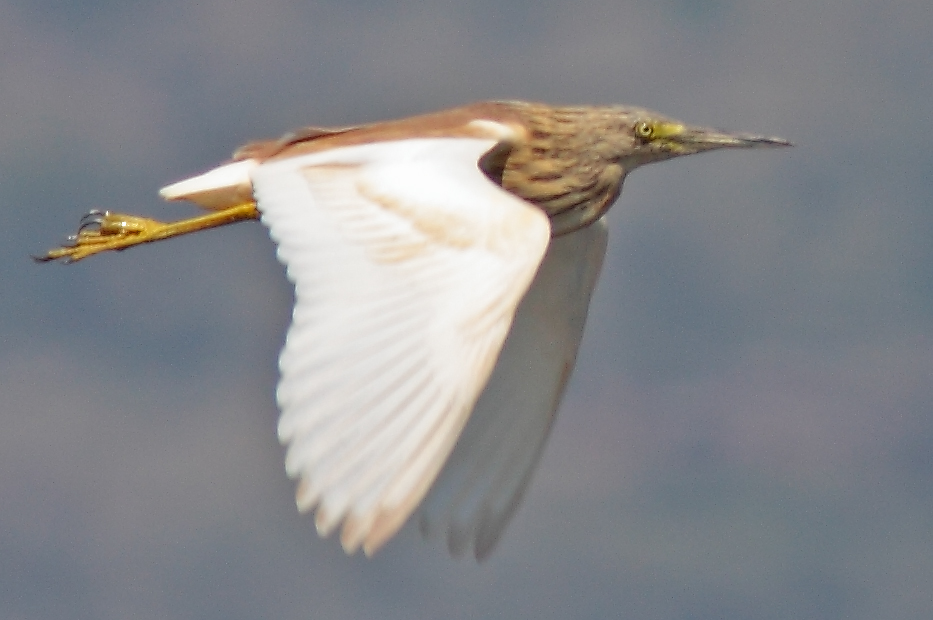
Ardeola ralloides in volo
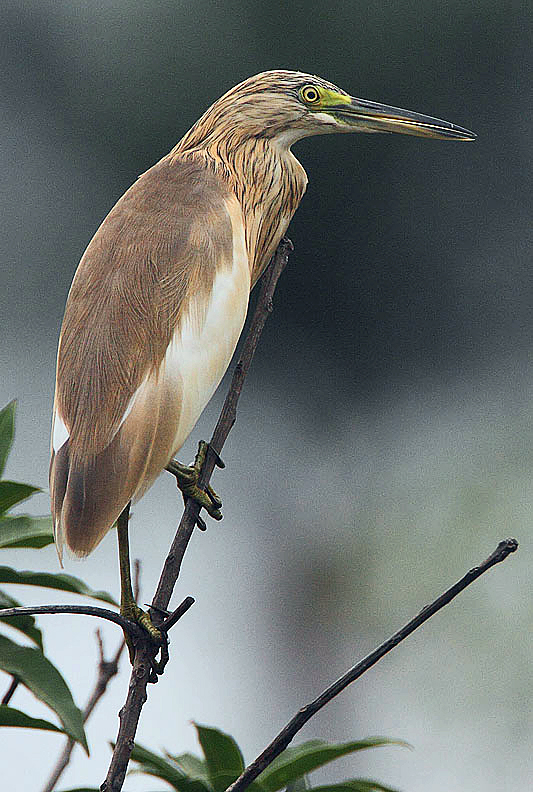
Ardeola ralloides su un ramo
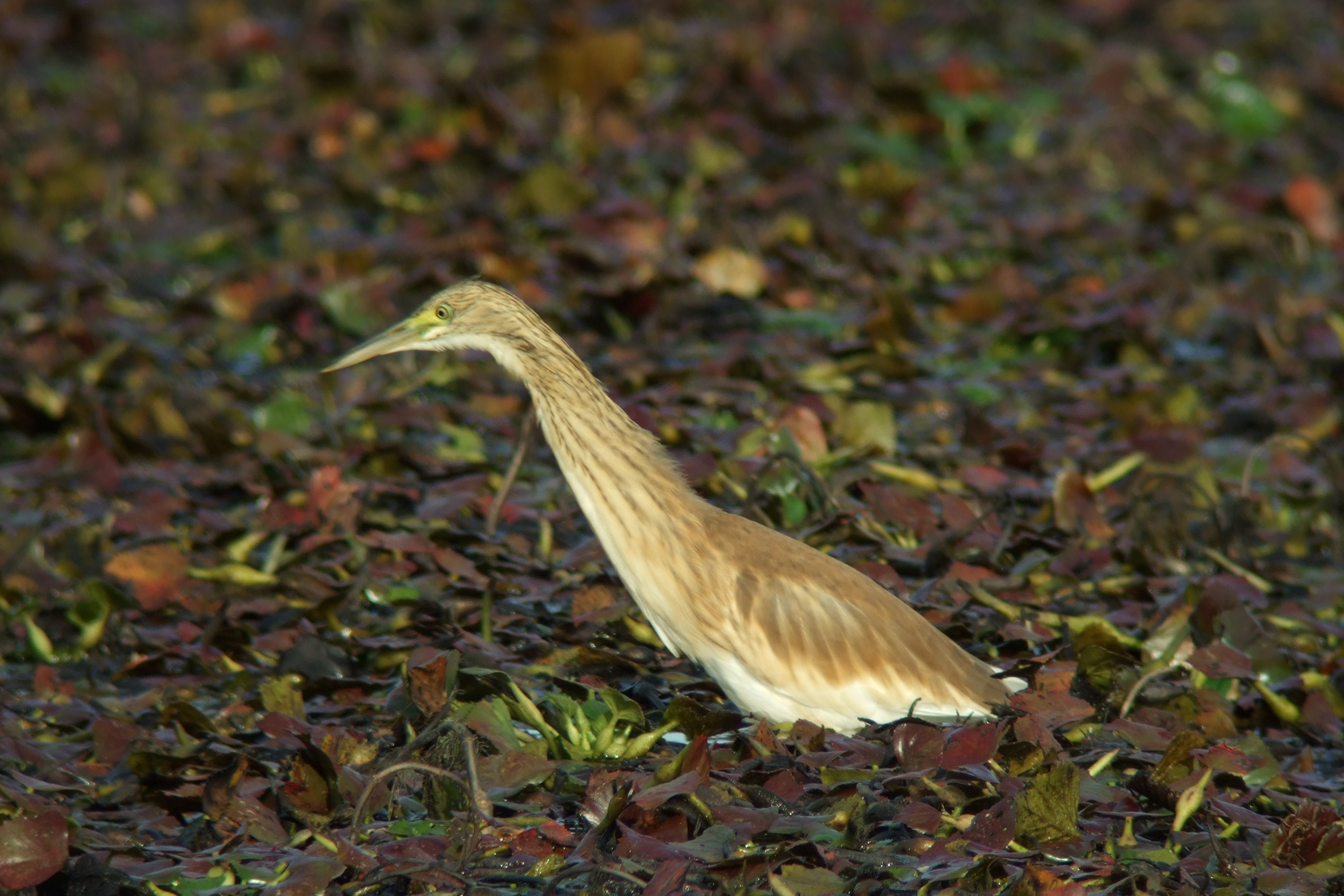
Ardeola ralloides in cerca di cibo
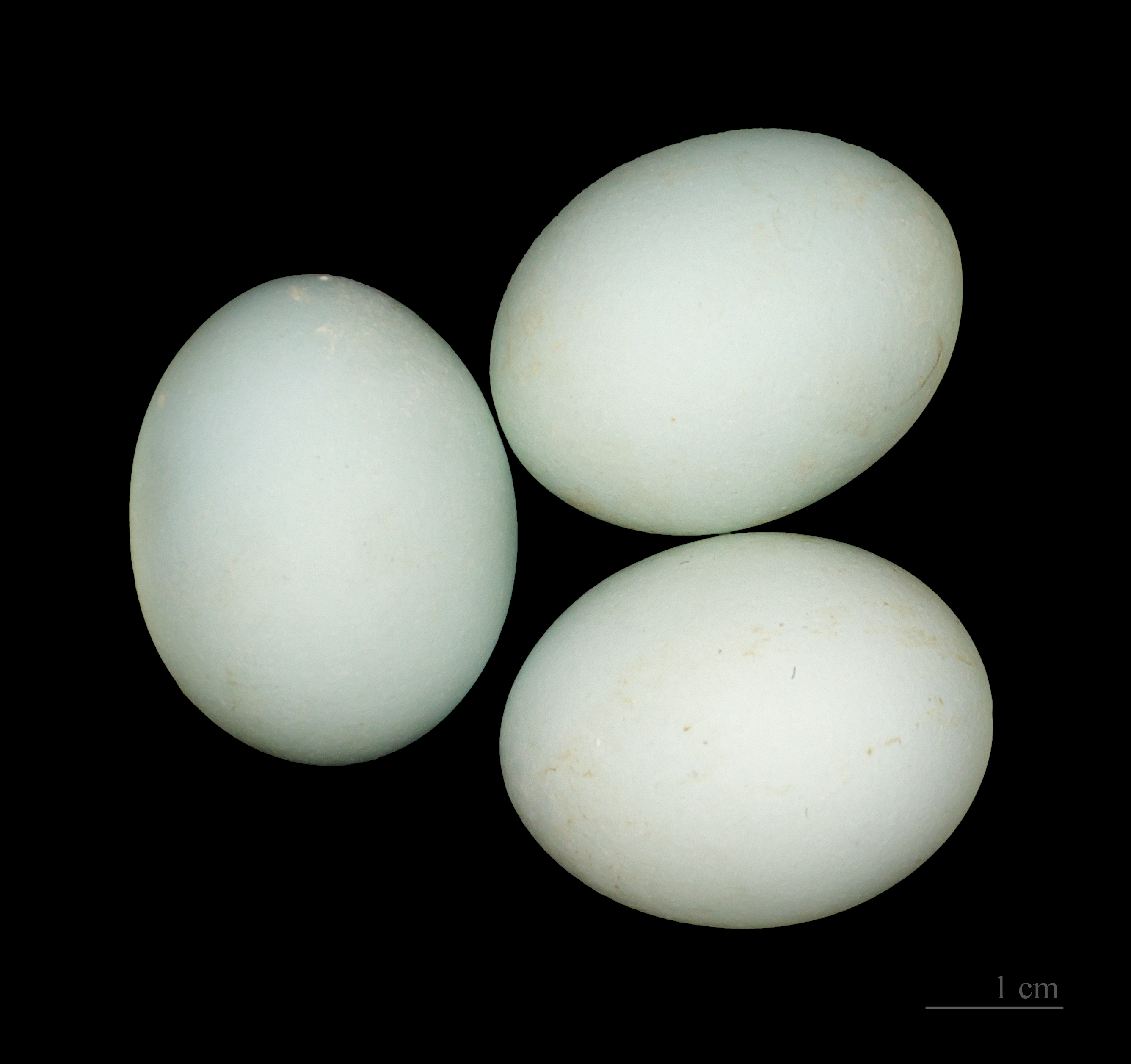
Uova di  Ardeola ralloides
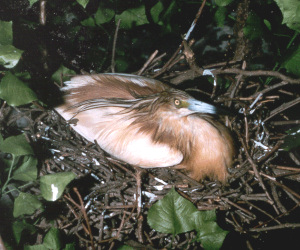
Ardeola ralloides nel nido